# Авраменко Олександр Миколайович
Авраменко Олександр Миколайович (нар. 7 травня 1971, Комишуваха, Запорізька область, Українська РСР, СРСР) — український учитель, дослідник і популяризатор української мови, письменник, літературознавець, теле- і радіоведучий. Учитель вищої категорії, методист, доцент. Заслужений працівник освіти України (2017).

## Життєпис
Олександр Авраменко народився 7 травня 1971 року в смт Комишувасі, нині Комишуваської громади Запорізького району Запорізької області України.
Закінчив Запорізьке педагогічне училище № 1 (1990, нині Педагогічний фаховий коледж Хортицької національної академії), Запорізький національний університет (1995, з відзнакою), Український вільний університет (Мюнхен, Баварія; 2000, з відзнакою). Від 1996 — доцент Київського університету імені Бориса Грінченка та завідувач кафедри гуманітарних дисциплін Технічного ліцею НТУУ «КПІ».

### Дослідження і популяризація української мови
Автор і ведучий передачі «Загадки мови» на Першому каналі Національного радіо України (2002—2006). Ведучий мовної рубрики «Експрес-урок [Архівовано 6 жовтня 2019 у Wayback Machine.]» на телеканалі «1+1» (від 2015).
Очолює робочу групу з розробки програм зовнішнього незалежного оцінювання з української мови та літератури. Упорядник посібників для проведення державної підсумкової атестації в українських школах.
Автор понад 50 підручників і посібників з української мови та літератури; унікальних самовчителів «Українська за 20 уроків» (2014), «100 експрес-уроків української» (2016).
Є автором і диктором тексту «Радіодиктант національної єдності» на «UA: Українське радіо» (від 2005).
Серед найвідоміших учнів: Володимир Зеленський, Ольга Фреймут, Олександр Педан та інші.

## Скандали
Від початку 2025 року Олександр Авраменко перестав з'являтися в публічному просторі України, а його активність у соцмережах звелася до мінімуму. У цей період дані геолокації вказували на його перебування на території Іспанії, проте станом на червень 2025 місце розташування О. Авраменка приховано через зміну налаштувань геолокації. Крім того, мовознавець приховав зі свого інстаграму селфі на тлі морського пляжу з пальмами. В українських медіа з'явилися припущення про те, що він уже тривалий час перебуває за кордоном.

## Відзнаки
- лавреат Всеукраїнського конкурсу «Учитель року-1996»,
- лавреат Міжнародної літературно-мистецької премії імені Григорія Сковороди (2008),
- переможець усеукраїнських конкурсів підручників,
- заслужений працівник освіти України (2017).